# Wskaźnik dotkliwości suszy Palmera
Wskaźnik dotkliwości suszy Palmera (ang. Palmer Drought Severity Index, PDSI) – wskaźnik suszy klasyfikujący susze na podstawie opadów i parowania w ostatnim okresie. Jest jednym ze wskaźników długoterminowych warunków suszy stosowanych w USA